# Eye of GNOME
Image Viewer, wcześniej Eye of GNOME — przeglądarka grafik dla GNOME, który w przeciwieństwie do niektórych programów tego rodzaju, wyświetla wyłącznie obrazy. Zawiera również narzędzia umożliwiające powiększanie i pomniejszanie, tryb pełnoekranowy, obrót i ustalenie tła dla obszarów przezroczystych.

## Obsługiwane formaty plików
Image Viewer obsługuje następujące formaty pliku:
- ANI – Animacja
- BMP – Bitmapa Microsoft Windows
- Graphics Interchange Format (GIF)
- ICO – Ikona systemu Windows
- JPEG – formatJoint Photographic Experts Group
- PCX – Plik PC Paintbrush
- Portable Network Graphics (PNG)
- PNM – Portable Anymap z zestawu narzędzi formatu PPM
- RAS – Raster SunOS
- Scalable Vector Graphics (SVG)
- TGA – Targa
- Tagged Image File Format (TIFF)
- Wireless Application Protocol Bitmap Format (WBMP)
- X BitMap (XBM)
- X PixMap (XPM)

Image Viewer wspiera również dostęp do metadanych EXIF/XMP związanych z obrazem.

## Krytyka
Image Viewer był krytykowany za brak obsługi animacji w formacie GIF; jednakże ta funkcja została dodana w wersji 2.29.1.
Eye of GNOME domyślnie używał do renderowania SVG (Scalable Vector Graphics) konwersji do bitmapy. Była tworzona podczas skalowania, co powodowało pikselizację obrazu podczas powiększania. Zostało to poprawione w wersji 2.31.1.